# Balle tire-bouchon
Pour les articles homonymes, voir Balle, Tire-bouchon (homonymie) et Screwball.
Une balle tire-bouchon (en anglais screwball ou encore screwgie) est, au baseball, un type de lancer de balle à effet dans lequel la balle est lancée de façon à dévier dans la direction opposée à celle d'une balle glissante (slider ou curveball). Selon l'angle du bras du lanceur, la balle peut aussi avoir un effet plongeant.
Carl Hubbell (1903-1988) a été l'un des plus fameux lanceurs de balle tire-bouchon de l'histoire de la ligue majeure de baseball. On le surnommait « Scroogie King » en raison de sa maîtrise de ce type de lancer et de la fréquence avec laquelle il l'utilisait. Parmi les autres  grands artistes de la balle tire-bouchon, on peut citer Mike Cuellar, Fernando Valenzuela et Mike Marshall, qui tous ont remporté le trophée Cy Young.

## Effets

Illustration de l'effet Magnus sur une balle.

La trajectoire incurvée d'une balle tire-bouchon s'explique par l’effet Magnus, selon lequel quand la vitesse d'un fluide (comme l'air) augmente, sa pression diminue, et réciproquement. Or la rotation d'un objet diminue différemment la vitesse de  l'air autour de lui si cet objet se déplace par rapport à l'air (ou si l'air se déplace).
Lancée par un droitier, une balle tire-bouchon adopte une trajectoire qui s'incurve de gauche à droite du point de vue du lanceur, et donc se dirige vers le bas et vers l'intérieur du point de vue d'un batteur droitier qui la voit arriver, vers le bas et l'extérieur si le batteur est gaucher. Inversement, si le lanceur est gaucher, la balle tire-bouchon se dirige de droite à gauche : si le batteur qui la rattrape est gaucher, il la voit alors arriver vers le bas et l'intérieur, s'il est droitier vers le bas et l'extérieur.  Ainsi, les lanceurs droitiers ont tendance à lancer la balle en tire-bouchon si le batteur est gaucher de la même façon qu'ils lanceront une balle glissante (slider) si le batteur est droitier.

## Lanceurs célèbres de balles tire-bouchon

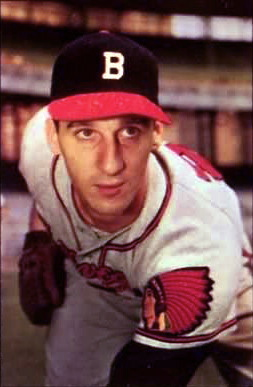
Le lanceur gaucher Warren Spahn, spécialiste de la balle tire-bouchon, photographié en 1953.

L'un des premiers grands grands spécialistes de la balle tire-bouchon fut Christy Mathewson (1900-1916), dont le lancer était alors qualifié de « fadeaway » (c'est-à-dire le « tir en arrière », par analogie avec la technique de lancer de balle du même nom au basket-ball) . Les principaux lanceurs de balle tire-bouchon ayant évolué en ligue majeure sont :
- Carl Hubbell[2]
- Cy Blanton[3]
- Luis Arroyo[4]
- Jack Baldschun[5]
- Bobby Castillo (qui enseigna sa technique de lancer à Valenzuela[6])
- Mike Cuellar[7]
- Warren Spahn (dans la seconde moitié de sa carrière)
- Jim Brewer
- Mike Norris
- Juan Marichal
- Mike Marshall
- Fernando Valenzuela
- Tug McGraw
- John Franco
- Willie Hernandez
- Jim Mecir
- Pedro Martinez[8]
- Jeff Sparks
- Daniel Ray Herrera [9]
- Dallas Braden[10]
- Yoshinori Tateyama

## Influence du terme
Le mot screwball est ensuite devenu un terme d'argot américain pour désigner un individu au comportement étrange voire excentrique. Ensuite, cette acception du terme a donné lieu à un genre de comédie cinématographique développé à Hollywood dans les années 1930 : la screwball comedy.